# Syngonium foreroanum
Syngonium foreroanum är en kallaväxtart som beskrevs av Thomas Bernard Croat. Syngonium foreroanum ingår i släktet Syngonium och familjen kallaväxter. Inga underarter finns listade.